# 奇角犀屬
奇角犀屬（Alicornops）是無角犀亞科中一個已滅絕的屬，生活在歐亞大陸中新世和上新世時期。

## 種類
奇角犀屬已知有四種種。其中兩個種Alicornops complanatum和Alicornops laogouense，是最近在巴基斯坦西瓦利克山脈地區發現的。
模式種Alicornops simorrense是一種體型相對較小的無角犀亞科動物，長有小角、短的三趾足和彎曲的下門齒。